# 刘友 (菑川王)
刘友（？—前3年），西汉菑川孝王刘横子，公元前9年继承父位为菑川王，公元前4年卒，在位6年，谥怀，子刘永嗣。
| 前任： 父孝王劉橫 | 西汉菑川王 前9年—前4年 | 繼任： 子刘永 |